# Кісена
Кісена (ісп. Quicena, араг. Quizena) — муніципалітет в Іспанії, у складі автономної спільноти Арагон, у провінції Уеска. Населення — 305 осіб (2009).
Муніципалітет розташований на відстані близько 340 км на північний схід від Мадрида, 4 км на схід від Уески.

## Демографія
Динаміка населення (INE ):

## Галерея зображень

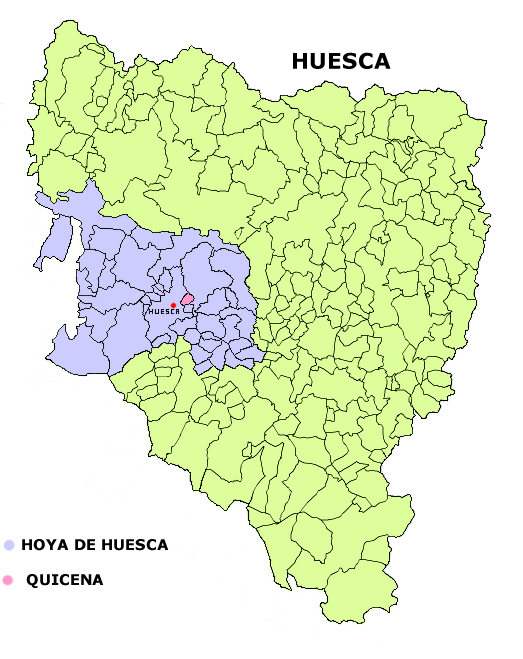
Розташування муніципалітету